# Kovács Géza (labdarúgó)
Kovács Géza (? – ?) háromszoros magyar bajnok labdarúgó, csatár.

## Pályafutása
1901 és 1906 között 75 mérkőzésen szerepelt az FTC-ben, amelyből 50 bajnoki, 16 nemzetközi és 9 hazai díjmérkőzés volt. 29 gólt szerzett, ebből 21 volt bajnoki találat. Háromszoros magyar bajnok és kétszeres Ezüstlabda-győztes volt a csapattal.

## Sikerei, díjai
- Magyar bajnokság
  - bajnok: 1903, 1905, 1906–07
  - 2.: 1902, 1904
  - 3.: 1901
- Ezüstlabda
  - győztes: 1903, 1904